# Dimma
Pour les articles homonymes, voir Dima.
Ne doit pas être confondu avec le woreda Dima de la région Oromia, en Éthiopie.
Dimma est un woreda de la région de Gambela, en Éthiopie. Il dispose d'une ville principale du même nom.

## Géographie

### Localisation
Dimma est une subdivision administrative de la zone Anuak. Elle est bordée au sud-est par la Région des nations, nationalités et peuples du Sud (SNNPS), au sud-ouest par la rivière Akobo qui la sépare du Soudan du Sud, au nord par Gog, et au nord-est par la zone Mezhenger. 
La ville principale de Dimma est Dimma.

## Histoire
Faisant à l'origine partie du woreda de Gog, à un moment donné entre le recensement national de 1994 et l'échantillon de recensement agricole de 2001, Dimma a été séparée de Gog. Au début, Dimma, ainsi que les woredas Gog et Jor, faisaient partie de la zone administrative 2; cependant, entre 2001 et 2007, la zone a été réorganisée et Gog est devenu une partie de la zone Anuak. La partie ouest de Sheko de SNNPS a également été ajoutée à Dimma.
Le 30 janvier 2004, un groupe de rebelles Anuak a attaqué un groupe d'étrangers travaillant dans les champs aurifères de Dimma. 196 personnes sont tuées et 25 blessées, dont la plupart étaient des mineurs traditionnels, principalement du SNNPS. Cela est considéré comme le plus grand nombre de victimes civiles en un seul incident depuis les tueries de décembre 2003 à Gambela.

## Démographie
D'après le recensement de 2007 réalisé par l'Agence centrale de la statistique d'Éthiopie, ce woreda compte une population totale de 8 001 habitants, dont 4 568 hommes et 3 433 femmes. Avec une superficie de 7 762,43 kilomètres carrés, Dimma a une densité de population de 1,03, ce qui est inférieur à la moyenne de la zone de 4,83 personnes par kilomètre carré. Apparemment,. 2 103 ou 26,28% sont des citadins. Au total,2 435 ménages ont été dénombrés dans ce woreda, ce qui donne une moyenne de 3,3 personnes par ménage et 2 203 logements. La majorité des habitants se disent protestants, 35,55 % de la population déclarant observer cette croyance, tandis que 33,73 % de la population pratiquent le christianisme orthodoxe éthiopien, 17,52 % sont musulmans et 7,61 % pratiquent des religions traditionnelles.